# Jobriath
Bruce Wayne Campbell (* 14. Dezember 1946 in King of Prussia, Pennsylvania; † 3. August 1983 in New York City), besser bekannt unter seinem Künstlernamen Jobriath, war ein US-amerikanischer Musiker. Der Künstlername ist zusammengesetzt aus „Job“ und „Goliath“.

## Karriere
Jobriath erhielt eine klassische Ausbildung am Klavier und spielte in der Broadwayproduktion von "Hair" den schwulen Teenager "Woolf". Während seiner Zeit bei der US Army erlitt er einen Nervenzusammenbruch und lebte anschließend als Stricher in Kalifornien. Anfang der 1970er Jahre begegnete er dort seinem späteren Agenten Jerry Brandt. 
Jerry Brandt hörte zufällig eine Aufnahme von ihm. Er war begeistert und überzeugt davon "... mit Jobriath die Urform des amerikanischen David Bowie gefunden ..." zu haben, "den er nun zum größten Star des Jahrzehnts aufbauen könnte..". Brandt gelang es, Elektra-Chef Jac Holzmann von seinem Vorhaben zu überzeugen. Es wurde eine äußerst aufwändige Marketing-Kampagne gestartet, denn Jobriath sollte nach den Plänen seines Agenten ein Megastar werden. 
Während der Kampagne fuhren mit Jobriaths Foto versehene Busse durch New York und eine riesige Werbetafel mit seinem Konterfei prangte an der Wand eines Bürohauses am Times Square, Ecke Broadway. Er war außerdem wohl die erste Person des öffentlichen Lebens, die sich als "The true fairy!" bezeichnete, wo andere (David Bowie, Marc Bolan) nur mit ihrer sexuellen Andersartigkeit spielten. Die Kampagne war sehr erfolgreich und auch das erste Album (1973 "Jobriath") war ein Erfolg. Doch es war nicht genug um die Kosten zu decken. Das zweite Album (1974 "Creatures of the Street") floppte derart, dass sich die Plattenfirma Elektra und Jerry Brandt noch während der Tour von "Jobriath" und seiner Band "Creatures of the street" trennten. 
Nach dem Ende seiner kurzen Popstarkarriere trat Jobriath wieder als Musicalkünstler auf und sang unter dem Namen "Cole Berlin"  in Bars. Er wohnte währenddessen in einer Glaspyramide auf dem Dach des Chelsea Hotels in New York. Dort starb er einsam 1983 an AIDS.
Jobriath geriet weitgehend in Vergessenheit. Nicht einmal in der Firmengeschichte seiner Plattenfirma Elektra findet man heute einen Eintrag. Morrissey veröffentlichte im November 2004, 20 Jahre nach Jobriaths Tod, das Album "Lonely Planet Boy", für das er die besten Stücke aus den beiden Alben zusammenstellte.

## Diskographie

### Studioalben
| Jahr | Titel                   | Label   |
| ---- | ----------------------- | ------- |
| 1973 | Jobriath                | Elektra |
| 1974 | Creatures of the Street | Elektra |

### Compilations
| Jahr | Titel             | Label     |
| ---- | ----------------- | --------- |
| 2004 | Lonely Planet Boy | Sanctuary |